# Tharparkar (plemeno skotu)
Tharparkar, též thari, je plemeno zebu chované v poušti Thár. Oblastí původu je region Tharparkar v Pákistánské provincii Sindh, dále je rozšířené v indickém státě Rádžasthán. Je to skot středního tělesného rámce s hlubokým trupem a dobře vyvinutým hrbem i lalokem. Končetiny jsou dlouhé a jemné. Uši zvířat jsou dlouhé, rohy jsou malé, vysoko nasazené a směřují dozadu. Zbarvení je bílé až šedé, někdy červené, novorozená telata jsou světle červená. Plemeno je nenáročné a odolné proti nemocem a vysokým teplotám.
Tharparkar se vyznačuje slušnou mléčnou užitkovostí: během laktace, která trvá 280 dní, nadojí průměrně 2500 kg mléka s obsahem 4,3 % tuku. Při dobrých podmínkách může kráva dát i více než 4000 kg mléka. Je to plemeno pozdní, věk při prvním otelení je 40 měsíců a délka mezidobí je 430 dní.
Voli dorůstají v kohoutku až 150 cm a k práci se využívají od tří a půl roku věku. Kolem pěti let jsou plně vyzrálí. Jsou to dobrá pracovní zvířata, která však vyžadují častý kontakt s pánem, aby nezdivočela. Mohou pracovat šest až deset hodin denně a táhnout náklad rychlostí až 10 km/h. Uspokojivá je také užitkovost masná.